# Андреєв Андрій Іванович
Андре́єв Андрі́й Іва́нович (нар. 19 грудня 1913 — 27 березня 1944) — український рибалка, провідник десанту під командуванням старшого лейтенанта К. Ольшанського, Герой Радянського Союзу (08.05.1965).

## Біографія
Народився 19 грудня 1913 року в місті Богоявленську Херсонської губернії (тепере у межах міста Миколаїв) у сім'ї рибалки. Українець. Здобув початкову освіту. Працював у риболовецькій артілі.
У липні 1941 року призваний до лав РСЧА.
Учасник німецько-радянської війни з липня 1941 року як зв'язківець взводу зв'язку стрілецького полку. Брав участь у обороні Одеси. Під час виконання бойового завдання по відновленню пошкодженої лінії зв'язку був поранений, потрапив у полон. Навесні 1942 року у складі групи військовополених здійснив втечу з табору військовополонених, після тривалих поневірянь дістався рідного міста.
Працював у риболовецькій артілі, усіляко саботуючи вилов риби. Після того, як був викритий німцями й покараний, втік та перейшов на нелегальний стан. Приходу радянських військ дочекався, переховуючись у землянці на березі лиману.
25 березня 1944 року увійшов до числа 7 рибалок, що зголосились провести десантний загін радянської морської піхоти під командуванням командира роти автоматників 384-го окремого батальйону морської піхоти Одеської військово-морської бази Чорноморського флоту старшого лейтенанта К. Ф. Ольшанського. Поблизу Сіверського маяка шестеро рибалок повернулись назад, а А. І. Андреєв став 68-м у складі десанту.
Тієї ж ночі десантники висадились у тилу противника в районі села Ковалівка, звідки був здійснений марш-кидок у порт міста Миколаєва.
Протягом двох діб бійці загону відбили 18 запеклих атак супротивника, знищивши при цьому понад 700 солдатів і офіцерів ворога.
Коли 28 березня до Миколаєва увійшли радянські війська, у живих залишилося 12 поранених десантників, троє з яких померли від ран і отруєння газами того ж дня, ще один — 10 квітня. Решта, у тому числі і А. І. Андрєєв, загинули в бою.
Похований у братській могилі в місті Миколаїв у сквері 68-ми Десантників.

## Нагороди і почесні звання
Указом Президії Верховної Ради СРСР від 8 травня 1965 року за відвагу і героїзм, виявлені під час проведення десантної операції по звільненню міста Миколаєва Андрєєву Андрію Івановичу посмертно було присвоєно звання Героя Радянського Союзу. Також нагороджений орденом Леніна.